# Polypedilum pulchrum
Polypedilum pulchrum är en tvåvingeart som beskrevs av Albu 1980. Polypedilum pulchrum ingår i släktet Polypedilum och familjen fjädermyggor. Inga underarter finns listade i Catalogue of Life.